# Kerstin Frykstrand
Irja Kerstin Frykstrand, född Westling 7 augusti 1901 i Vederlax, Karelen, Finland, död 14 oktober 1997 i Danderyd, Sverige, var en finländsk-svensk konstnär.

## Biografi
Frykstrand var verksam som konstnär och illustratör i Sverige från 1930-talet. Frykstrand studerade konst för Eero Järnefelt i Helsingfors och Carl Wilhelmson i Stockholm samt Konstindustriella skolan i Helsingfors där hon avlade teckningslärarexamen 1923. Frykstrand var huvudsakligen verksam som illustratör, bland annat illustrerade hon Min skattkammare och Alice Tegnérs Samlade visor, hon målade "Månadsbilderna", som 2008 gavs ut i nytryck och illustrerade till Hemmets journal. Hon illustrerade vykort, almanackor, skolböcker och en mängd ungdoms- och barnböcker. Kerstin Frykstrand gjorde under många år årstidsbilderna till Scouternas, KFUK-KFUM:s almanacka.
Hon deltog i många uppmärksammade utställningar med olje- och akvarellmålningar. Offentliga utsmyckningar finns även av henne i Djursholms församlingssal och Stocksundsskolan. Hon var dotter till häradshövding Ernest Westling och Mina Irene Schonberg och från 1923 gift med Gösta Frykstrand.
Frykstrand avled efter en tids sjukdom vid 96 års ålder 1997. Hon är begravd på Djursholms begravningsplats.